# Zagórze (Dębica)
Pour les articles homonymes, voir Zagórze.
Zagórze est une localité polonaise de la gmina de Jodłowa, située dans le powiat de Dębica en voïvodie des Basses-Carpates.